# Liste der Gemeindeverbände im Département Loir-et-Cher
Das Département Loir-et-Cher liegt in der Region Centre-Val de Loire in Frankreich. Es untergliedert sich in 12 Gemeindeverbände.
Siehe auch: Liste der Gemeinden im Département Loir-et-Cher

## Gemeindeverbände

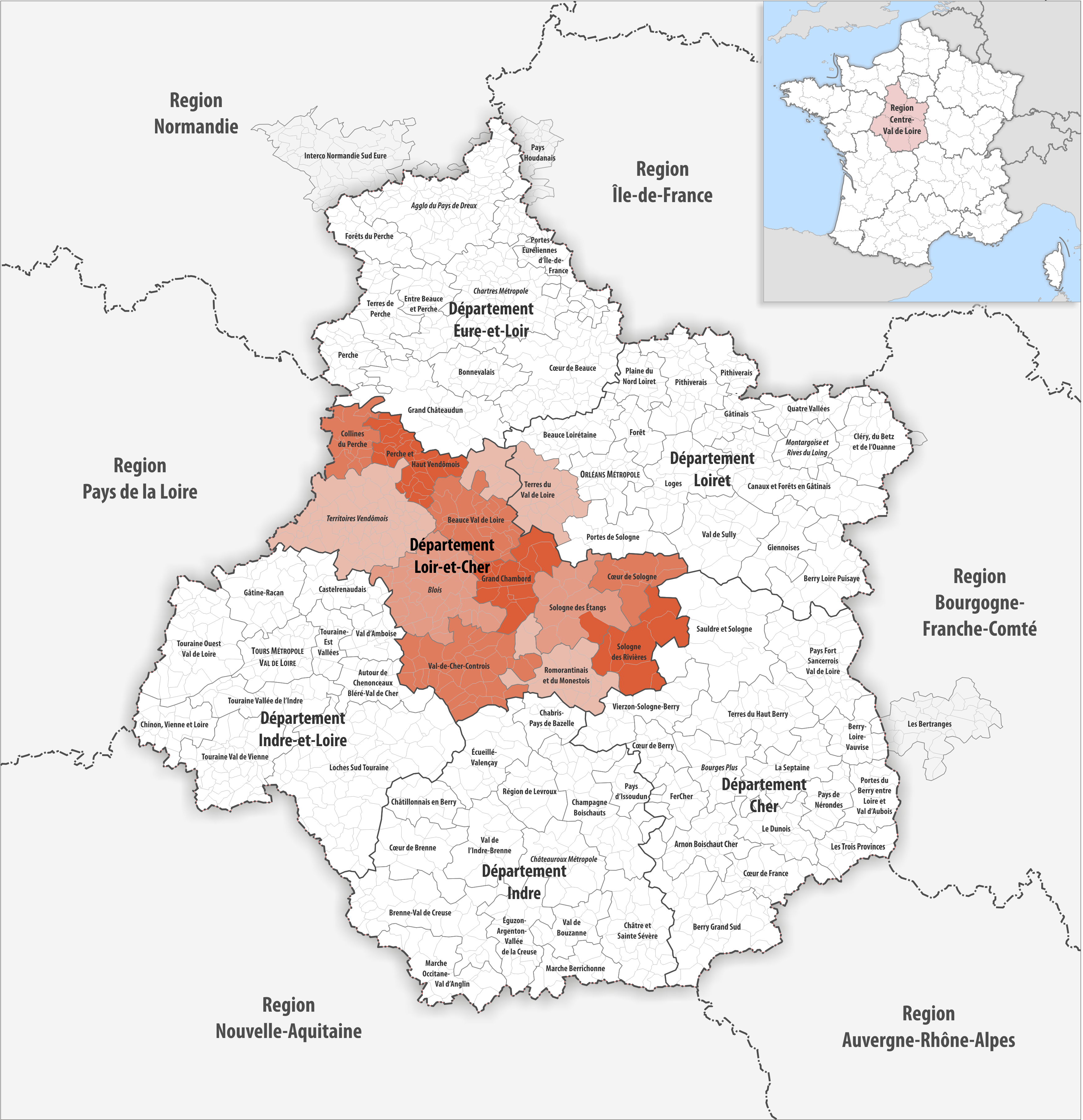
Gemeindeverbände im Département Loir-et-Cher

| Gemeindeverband               | Gemeinden im Départ./Verband | Einwohner 1. Januar 2022 | Fläche km² | Dichte Einw./km² | SIREN- Nummer | Rechtsform                 | Gründungsdatum    |
| ----------------------------- | ---------------------------- | ------------------------ | ---------- | ---------------- | ------------- | -------------------------- | ----------------- |
| Beauce Val de Loire           | 30/30                        | 19.658                   | 515,12     | 38               | 200 055 481   | Communauté de communes     | 1. Januar 2016    |
| Blois                         | 43/43                        | 106.574                  | 792,16     | 135              | 200 030 385   | Communauté d’agglomération | 28. Dezember 2011 |
| Cœur de Sologne               | 6/6                          | 10.230                   | 338,81     | 30               | 200 000 800   | Communauté de communes     | 20. Dezember 2005 |
| Collines du Perche            | 12/12                        | 5.885                    | 297,88     | 20               | 244 100 293   | Communauté de communes     | 28. Dezember 1993 |
| Grand Chambord                | 16/16                        | 20.640                   | 433,00     | 48               | 244 100 798   | Communauté de communes     | 26. Dezember 2001 |
| Perche et Haut Vendômois      | 23/23                        | 9.155                    | 384,85     | 24               | 200 040 772   | Communauté de communes     | 4. Januar 2014    |
| Romorantinais et du Monestois | 16/16                        | 33.921                   | 484,04     | 70               | 200 018 406   | Communauté de communes     | 29. Dezember 2008 |
| Sologne des Étangs            | 12/12                        | 8.651                    | 543,62     | 16               | 244 100 780   | Communauté de communes     | 15. Dezember 2000 |
| Sologne des Rivières          | 7/7                          | 10.404                   | 497,20     | 21               | 244 100 806   | Communauté de communes     | 27. November 2003 |
| Terres du Val de Loire        | 4/25                         | 50.078                   | 659,23     | 76               | 200 070 183   | Communauté de communes     | 2. Dezember 2016  |
| Territoires Vendômois         | 65/65                        | 52.136                   | 1.039,61   | 50               | 200 072 072   | Communauté d’agglomération | 19. Dezember 2016 |
| Val de Cher-Controis          | 33/33                        | 46.974                   | 807,19     | 58               | 200 072 064   | Communauté de communes     | 19. Dezember 2016 |